# Барановичский автобус
Барановичский автобус — первый и основной вид общественного транспорта города Барановичи. По состоянию на 1 ноября 2021 года действует 29 маршрутов автобуса, а также 3 маршрута маршрутного такси.

## История
Система автобусных перевозок Барановичей берёт своё начало с 1909 года, когда было принято решение об открытии автобусного сообщения города с соседними городами, а первый регулярный рейс стартовал в 1910 году. Существовало автобусное сообщение в Барановичах и во время польского владычества.
После освобождения города от немецко-фашистских захватчиков восстанавливать систему общественного транспорта пришлось с нуля. Первыми машинами автопарка стали трофейные немецкие Büssing.
В начале 50-х годов автопарк пополнялся современными советскими автобусами ПАЗ-651 и ЗИС-155. В городе работал один маршрут от Полесского вокзала до Третьяков. Его цена составляла 1 рубль, а с вокзала до центра или с центра до Третьяков надо было заплатить 50 копеек.
Управлением образования БССР в 1955 году было принято решение организовать самостоятельное хозяйство: Барановичский автобусный парк, которое называлось «Автотранспортная контора пассажирская». Оно создавалось на базе малочисленных мастерских. На тот период в автохозяйстве имелось 35 автобусов, 29 легковых такси марки «Победа» и 9 грузовых машин для обслуживания города.
Уже в 1975 году автотранспортное хозяйство было разделено на два транспортных предприятия: таксомоторный парк и автоколонна 2448 (где обслуживались только автобусы). В декабре 1975 года на улице Тельмана введен в эксплуатацию новый автопарк с гаражом на 200 автобусов.
В 2008 году АП № 2 кроме пассажирских перевозок начал выполнять грузоперевозки. Для этого были приобретены два современных тягача DAF XF-105, а также полуприцепы Kögel к ним. 26 января 2009 года РУП «АП № 2 г. Барановичи» был реорганизован в ОАО «Автобусный парк г. Барановичи».
С 20 июля 2012 года Барановичи стали первым городом в Беларуси, где можно следить за движением общественного транспорта в режиме реального времени с помощью мобильного приложения Яндекс.Транспорт.